# Eugen Sidorenco
Eugen Sidorenco (n. 19 martie 1989, la Chișinău) este un fotbalist din Republica Moldova care joacă pe poziția de atacant sau mijlocaș. În prezent el evoluează la echipă Hapoel Nazareth-Ilit FC și este membru al echipei naționale de fotbal a Republicii Moldova.

## Cariera de club

### FC Zimbru
În 2007 Eugen Sidorenco este promovat de la echipa de tineret la cea de seniori a clubului Zimbru Chișinău.
În vara lui 2013 Sidorenco semnează un contract cu clubul rusesc Tom Tomsk.

## Cariera internațională
Pe 26 mai 2010, el debutează la echipa națională de fotbal a Republicii Moldova într-un amical contra Azerbaijanului

### Internațional
| Moldova | Moldova | Moldova |
| An      | Meciuri | Goluri  |
| ------- | ------- | ------- |
| 2012    | 3       | 0       |
| 2013    | 9       | 6       |
| 2014    | 6       | 1       |
| Total   | 18      | 7       |

### Goluri internaționale
| #  | Data            | Stadion                                      | Adversar   | Scor | Rezultat | Competiția                                             |
| -- | --------------- | -------------------------------------------- | ---------- | ---- | -------- | ------------------------------------------------------ |
| 1. | 7 June 2013     | Stadionul Zimbru, Chișinău, Moldova          | Polonia    | 1–1  | 1–1      | Calificările pentru Campionatul Mondial de Fotbal 2014 |
| 2. | 14 June 2013    | Stadionul Sheriff, Tiraspol, Moldova         | Kârgâzstan | 1–0  | 2–1      | Meci amical                                            |
| 3. | 14 June 2013    | Stadionul Sheriff, Tiraspol, Moldova         | Kârgâzstan | 2–1  | 2–1      | Meci amical                                            |
| 4. | 11 October 2013 | Stadionul Zimbru, Chișinău, Moldova          | San Marino | 2–0  | 3–0      | Calificările pentru Campionatul Mondial de Fotbal 2014 |
| 5. | 11 October 2013 | Stadionul Zimbru, Chișinău, Moldova          | San Marino | 3–0  | 3–0      | Calificările pentru Campionatul Mondial de Fotbal 2014 |
| 6. | 15 October 2013 | Stadionul Pod Goricom, Podgorica, Muntenegru | Muntenegru | 3–1  | 5–2      | Calificările pentru Campionatul Mondial de Fotbal 2014 |
| 7. | 27 mai 2014     | Stadion SVU Mauer, Austria                   | Canada     | 1-0  | 1-1      | Meci amical                                            |